# Wappinger (New York)
Wappinger ist eine Stadt im Dutchess County des US-Bundesstaates New York. Der Name Wappinger ist von dem Indianerstamm der Wappani abgeleitet, die vor den weißen Siedlern in dieser Gegend gelebt haben. Das U.S. Census Bureau hat bei der Volkszählung 2020 eine Einwohnerzahl von 28.216 ermittelt.

## Geschichte
Die Stadt wurde um 1659 erstmals besiedelt. Als Verwaltungseinheit wurde sie aus Town of Fishkill gebildet. Im Jahr 1900 hatte die Town of Wappinger 4389 Einwohner.
Der Ort wurde als Teil eines von Francis Rombout erworbenen Gebiets gegründet.

## Geographie
Wappinger liegt im südlichen Teil des Dutchess County und umfasst ein Gebiet von 74,0 km², wovon 70,6 km² auf Land entfallen und 3,4 km² (= 4,62 %) bilden Gewässer. Im Nordteil des Stadtgebietes befindet sich ein Campus des Ditches Community College. Etwa 2/3 der Village Wappingers Falls gehören zum Stadtgebiet Wappingers, der Rest gehört zur Town of Poughkeepsie, die sich nördlich anschließt. Südlich liegt Fishkill.
Die zentrale Lebensader bildet U.S. Highway 9, an der sich der größte Teil des Gewerbes des Gebietes angesiedelt haben. Die westliche Stadtgrenze wird teilweise durch den Hudson River gebildet und grenzt an das Orange County und das Ulster County.

## Demographie
Zum Zeitpunkt des United States Census 2000 bewohnten Wappinger 26.274 Personen. Die Bevölkerungsdichte betrug 372,0 Personen pro km². Es gab 10.144 Wohneinheiten, durchschnittlich 143,6 pro km². Die Bevölkerung Hoquiams bestand zu 86,18 % aus Weißen, 4,96 % Schwarzen oder African American, 0,24 % Native American, 4,29 % Asian, 0,02 % Pacific Islander, 2,44 % gaben an, anderen Rassen anzugehören und 1,88 % nannten zwei oder mehr Rassen. 7,87 % der Bevölkerung erklärten, Hispanos oder Latinos jeglicher Rasse zu sein.
Die Bewohner Wappingers verteilten sich auf 9793 Haushalte, von denen in 34,3 % Kinder unter 18 Jahren lebten. 58,1 % der Haushalte stellten Verheiratete, 9,4 % hatten einen weiblichen Haushaltsvorstand ohne Ehemann und 28,6 % bildeten keine Familien. 23,1 % der Haushalte bestanden aus Einzelpersonen und in 6,2 % aller Haushalte lebte jemand im Alter von 65 Jahren oder mehr alleine. Die durchschnittliche Haushaltsgröße betrug 2,67 und die durchschnittliche Familiengröße 3,17 Personen.
Die Stadtbevölkerung verteilte sich auf 25,4 % Minderjährige, 7,6 % 18–24-Jährige, 32,5 % 25–44-Jährige, 24,1 % 45–64-Jährige und 10,4 % im Alter von 65 Jahren oder mehr. Das Durchschnittsalter betrug 36 Jahre. Auf jeweils 100 Frauen entfielen 98,8 Männer. Bei den über 18-Jährigen entfielen auf 100 Frauen 96,2 Männer.
Das mittlere Haushaltseinkommen in Wappinger betrug 58.079 US-Dollar und das mittlere Familieneinkommen erreichte die Höhe von 66.273 US-Dollar. Das Durchschnittseinkommen der Männer betrug 49.007 US-Dollar, gegenüber 23.558 US-Dollar bei den Frauen. Das Pro-Kopf-Einkommen in Wappinger war 25.817 US-Dollar. 4,1 % der Bevölkerung und 3,2 % der Familien hatten ein Einkommen unterhalb der Armutsgrenze, davon waren 4,1 % der Minderjährigen und 4,9 % der Altersgruppe 65 Jahre und mehr betroffen.

## Ortsteile und andere geographische Einheiten in Wappinger
- Chelsea ist ein Weiler (hamlet) im südöstlichen Teil des Stadtgebietes, das in der Nähe des Hudson Rivers liegt.
- Didell ist ein weiler im Nordosten von Wappinger.
- Dutchess County Airport (POU) ist ein Flugplatz im Nordwesten der Stadt.
- Hughsonville ist ein Weiler südlich von Wappingers Falls.
- Myers Corner ist ein an der County Route 93 gelegener Weiler und Census-designated place.
- New Hackensack liegt an der Kreuzung der County Routes 94 und 104 mit New York State Route 376 in der Nähe des County-Flugplatzes.
- Swartoutville ist ein Ort im Südosten des Stadtgebietes.
- Wappingers Falls ist ein Village, dessen größerer Teil im Nordosten von Wappinger liegt, der Rest gehört zur Town of Poughkeepsie.
- Rockingham Farms .